# Pauvres filles de la Visitation de Marie
Les Pauvres filles de la Visitation de Marie sont une congrégation religieuse féminine enseignante et hospitalière de droit pontifical.

## Histoire
La congrégation est issue d'une association de jeunes femmes qui, sous la direction de Claudia Russo, se consacrent à la visite et à l'assistance à domicile des malades pauvres. En 1914, elles commencent à accueillir des personnes âgées pauvres et abandonnées dans des locaux de fortune ; puis en 1924 elles construisent un bâtiment entièrement destiné à l'œuvre à Barra, près de Naples.
Claudia et ses compagnes commencent officiellement la congrégation le 20 juin 1926, approuvée par le cardinal Alessio Ascalesi, archevêque de Naples le 12 mars 1933. L'institut reçoit le décret de louange le 25 février 1947.

## Activités et diffusion
Les sœurs se dédient à l'assistance aux personnes âgées seules ou malades et l'enseignement des jeunes.
Elles sont présentes en: 
- Europe : Italie.
- Amérique : Brésil, Équateur
- Afrique : Bénin, Togo.

La maison-mère est à Naples.
En 2017, la congrégation comptait 144 sœurs dans 29 maisons.